# Psychotria symplocifolia
Psychotria symplocifolia är en måreväxtart som beskrevs av Wilhelm Sulpiz Kurz. Psychotria symplocifolia ingår i släktet Psychotria och familjen måreväxter. Inga underarter finns listade i Catalogue of Life.